# 5mujeres.com
5mujeres.com és un espectacle teatral, idea de José Miguel Contreras, amb diversos autors, produït per Globomedia i estrenat el 21 d'agost de 2002 al Palau Euskalduna de Bilbao. Des del 19 de setembre va començar a representar-se al Teatro Alcázar de Madrid. L'obra es va mantenir en cartell prop de dos anys, fins al 16 de maig de 2004, amb 530 funcions i mig milió d'espectadors, iniciant llavors una gira per la resta d'Espanya.

## Argument
Continuació natural i rèplica de l'obra 5hombres.com, es tracta de cinc monòlegs, representats per cinc actrius diferents, en línia amb la mecànica del programa de televisió El club de la comedia. En les seves al·locucions, les dones parlen de tot allò que els preocupa i, especialment, la seva relació amb els homes, cadascuna des d'una edat, una psicologia i una experiència vital diverses.

## Repartiment
- Pilar Bardem, Beatriz Carvajal, Llum Barrera, Toni Acosta i Nuria González amb Ana Milán i Marta González de Vega com a fil conductor, en la seva estrena a Bilbao i Madrid, amb algunes substitucions posteriors (Eva Hache, Carmen Machi). A Barcelona es va estrenar el 20 de febrer de 2003 amb el següent repartiment: Neus Sanz, Anna Maria Barbany, Rosa Boladeras, Montse Pérez i Carmen Machi.[3] En la gira de 2004 per diferents ciutats es van anar incorporant noves actrius com